# Fleming 1
Fleming 1 ist ein planetarischer Nebel im Sternbild Zentaur am Südsternhimmel, der rund 10.000 Lichtjahre von der Sonne entfernt ist. Auffallend sind seine zwei gekrümmten Jets, eng gebündelte Ströme aus Gas, die vom Zentrum des Nebels ausgehen. Außerdem entdeckte man in seinem Zentrum zwei Weiße Zwerge, die sich gegenseitig alle 1,2 Tage umkreisen.
Entdeckt wurde das Objekt von der  Astronomin Williamina Fleming im Jahr 1910.